# Avia BH-21
L'Avia BH-21 est un avion de chasse biplan tchécoslovaque de l'Entre-deux-guerres.

## Origine
En 1922 le Ministère de la Défense tchécoslovaque réclama un nouveau chasseur. En réponse Pavel Beneš et Miroslav Hajn proposèrent 5 projets. Après comparaison avec diverses propositions émanant des firmes Aero et Letov Kbely, c’est finalement une version évoluée du BH-17 qui fut retenue, et une présérie fut commandée pour évaluation. Les premiers essais révélèrent de nombreux défauts et l’appareil fut sensiblement remodelé en 1924. Finalement le BH-21 conservait de son prédécesseur le moteur et l’allure générale du fuselage, mais le radiateur était reporté du train d’atterrissage à la base du fuselage, les monomats d’entreplan étaient remplacés par de classiques mats en N et une cabane remplaçait le carénage qui nuisait à la visibilité vers l’avant.

## Les versions
- Avia BH-21 : Le prototype de la version définitive effectua ses premiers vols en février 1925 et après essais au VZLÚ avec l’immatriculation [S7], le ministère de la Défense commanda 137 appareils sous la désignation B.21.
  - Avia BH-21J : Un exemplaire remotorisé expérimentalement avec la version française du moteur en étoile Bristol Jupiter, produite par Gnôme et Rhône. Cette remotorisation donna naissance au chasseur BH-33.
  - Avia BH-21R : Version de course du BH-21 équipé d’un moteur Hispano-Suiza 8Fb poussé à 400 ch, entraînant une hélice Reed-Levasseur. En septembre 1925 ce prototype porte le record national de vitesse sur 200 km à 300,59 km/h.
- Avia BH-22 : Version allégée à moteur moins puissant, destiné à l'entraînement avancé et à la voltige aérienne, développé parallèlement au BH-21. Appareil non armé (une cinémitrailleuse était prévue) dont 30 exemplaires furent construits avec un moteur Skoda (Hispano-Suiza) 8Aa de 180 ch.
- Avia BH-23 : Si le monoplace de voltige BH-22 était une version allégée du chasseur BH-21, le BH-23 n’était rien de plus qu’un BH-22 armé de 2 mitrailleuses pour répondre à un programme de chasseurs légers de nuit. 2 prototypes furent construits comme BH-22N et testés comme BH-23, mais aucune commande de série ne se concrétisa.

## Utilisateurs
- Belgique : La victoire du BH-5 au Concours des Avions Légers organisé en 1923 par l’Aéro-Club de Belgique incita l’aviation militaire belge à inviter le constructeur tchèque à participer au concours des avions de chasse organisé en Belgique en juin 1925. Préféré aux Dewoitine D.9 et D.19 pour sa maniabilité, mais aussi pour sa motorisation (l'aviation militaire disposait d’un important stock de moteurs Hispano de 300 ch), le BH-21 fit l’objet d’une commande de 44 appareils début 1926 pour remplacer les Nieuport-Delage NiD.29. Outre l’exemplaire fourni par Avia pour les évaluations, 39 exemplaires furent produits par SABCA et 5 par la Société d'Études Générales d’Aviation (SEGA). Les premiers appareils furent livrés au 1er Groupe du 2e Régiment d’aviation à Schaffen le 14 septembre 1927, les derniers arrivèrent au 2e Groupe du 2e Régiment à Nivelles en novembre 1928. Pour quelque obscure raison les Nieuport restèrent en service aux côtés des Avia jusqu’à l’entrée en service en 1931 du Fairey Firefly. Quelques Avia furent alors transférés à l’école de pilotage de Wevelgem, avant retrait définitif en 1934.
- Tchécoslovaquie : 126 BH-21 mis en service dans les régiments d'aviation militaire sous la désignation B.21, ainsi que 30 B.22 (BH-22). Ces appareils avaient disparu de l'inventaire au moment de l'Anschluss, mais quelques exemplaires désarmés figuraient étaient encore utilisés par les aéro-clubs.

## Dans les musées
Un Avia BH-21 est conservé au musée technique national de Prague.